# Quốc hội Liên bang Nepal
Quốc hội Liên bang Nepal (tiếng Nepal: संघीय संसद नेपाल) là cơ quan lập pháp liên bang lưỡng viện của Nepal, được thành lập vào năm 2018, gồm Viện Dân biểu và Viện Quốc dân.

## Lịch sử

### Nghị viện Vương quốc Nepal
Nghị viện Vương quốc Nepal trước đây bị Quốc vương Gyanendra giải tán vào năm 2002 với lý do không dẹp được phiến quân Mao chủ nghĩa. Năm đảng lớn của Nepal tổ chức các cuộc biểu tình phản đối quyết định quốc vương và yêu cầu ông phải tổ chức bầu cử mới hoặc khôi phục lại Nghị viện. Năm 2004, quốc vương Nepal tuyên bố sẽ tổ chức cuộc bầu cử Nghị viện trong vòng 12 tháng. Tháng 4 năm 2006, dưới sức ép của phong trào dân chủ, quốc vương Nepal tuyên bố sẽ tái lập Nghị viện.

### Nghị viện lâm thời và Quốc hội lập hiến thứ nhất
Sau thành công của Cách mạng Nepal năm 2006, nghị viện cũ bị giải tán vào ngày 15 tháng 1 năm 2007 và được thay thế bằng Nghị viện lâm thời gồm 330 thành viên. Nghị viện lâm thời ban hành hiến pháp lâm thời và tổ chức cuộc bầu cử Quốc hội lập hiến vào tháng 4 năm 2008, gồm 601 thành viên. Ngày 28 tháng 5 năm 2008, Quốc hội lập hiến phế bỏ chế độ quân chủ 238 năm và tuyên bố thành lập một chế độ cộng hòa. Tuy nhiên, Quốc hội lập hiến bị giải tán vào ngày 27 tháng 5 năm 2012 vì không ban hành được hiến pháp mới do không thống nhất về việc cải tổ chế độ chính trị.

### Quốc hội lập hiến thứ hai
Quốc hội lập hiến thứ hai được thành lập sau khi Quốc hội lập hiến đầu tiên không soạn thảo được hiến pháp mới. Ngày 20 tháng 9 năm 2015, Quốc hội lập hiến ban hành hiến pháp và trở thành Nghị viện lập pháp. Nghị viện lập pháp kết thúc nhiệm kỳ vào ngày 21 tháng 1 năm 2018.

## Cơ cấu tổ chức
Hiến pháp Nepal quy định Quốc hội Liên bang là một cơ quan lập pháp lưỡng viện, gồm Viện Dân biểu và Viện Quốc dân. Tổng thống là người đứng đầu Quốc hội Liên bang.

### Tổng thống
Tổng thống Nepal (tiếng Nepal: नेपालको राष्ट्रपति) là nguyên thủ quốc gia của Nepal và là tổng tư lệnh Lực lượng Vũ trang Nepal. Chức vụ tổng thống được thành lập vào tháng 5 năm 2008 sau khi Nepal tuyên bố thành lập một chế độ cộng hòa. Ram Baran Yadav là tổng thống đầu tiên của Nepal. Tổng thống Nepal đương nhiệm là Ram Chandra Poudel, là tổng thống thứ ba của Nepal.

### Viện Dân biểu
Viện Dân biểu (tiếng Nepal: प्रतिनिधि सभा) gồm 275 thành viên, 165 thành viên được bầu từ các khu vực bầu cử một thành viên theo nguyên tắc đầu phiếu đa số tương đối, 110 thành viên được bầu theo đại diện tỷ lệ. Nhiệm kỳ của thành viên Viện Dân biểu là năm năm, trừ phi Viện Dân biểu bị tổng thống giải tán theo đề nghị của Hội đồng Bộ trưởng.

### Viện Quốc dân
Viện Quốc dân (tiếng Nepal: राष्ट्रिय सभा) gồm 59 thành viên, đại cử tri đoàn của mỗi tỉnh bầu ra tám thành viên, ba thành viên được tổng thống bổ nhiệm theo đề nghị của chính phủ. Trong số các thành viên do các tỉnh bầu ra phải có ít nhất ba phụ nữ, một người Dalit và một người khuyết tật hoặc thuộc một nhóm thiểu số. Nhiệm kỳ của thành viên Viện Quốc dân là sáu năm, cứ hai năm bầu lại một phần ba số thành viên.

## Nhiệm vụ và quyền hạn
Quốc hội Liên bang có những nhiệm vụ và quyền hạn sau đây:
- Làm luật về những lĩnh vực thuộc thẩm quyền liên bang;
- Thành lập Chính phủ;
- Phê chuẩn chính sách, chương trình của Chính phủ;
- Quyết định sửa đổi hiến pháp và trưng cầu ý dân;
- Quyết định ngân sách nhà nước;
- Giám sát hoạt động của Chính phủ;
- Cho ý kiến về công tác của Chính phủ;
- Phê chuẩn điều ước quốc tế.

## Tiêu chuẩn
Người ứng cử nghị sĩ Quốc hội Liên bang phải đảm bảo các tiêu chuẩn sau đây:
- Có quốc tịch Nepal;
- Đủ 25 tuổi trở lên đối với nghị sĩ Viện Dân biểu, đủ 35 tuổi trở lên đối với nghị sĩ Viện Quốc dân;
- Không có tiền án;
- Không thuộc các trường hợp không đủ tư cách theo quy định pháp luật liên bang;
- Không kiêm nhiệm chức vụ khác.

## Ủy ban
Quốc hội Liên bang có 16 ủy ban, gồm mười ủy ban của Viện Dân biểu, bốn ủy ban của Viện Quốc dân và hai ủy ban liên hợp

### Viện Dân biểu
Ủy ban của Viện Dân biểu gồm:
- Ủy ban Tài chính
- Ủy ban Đối ngoại
- Ủy ban Công Thương, Lao động và Người tiêu dùng
- Ủy ban Pháp luật, Tư pháp và Nhân quyền
- Ủy ban Nông nghiệp, Hợp tác và Tài nguyên thiên nhiên
- Ủy ban Phụ nữ và Xã hội
- Ủy ban Quốc vụ
- Ủy ban Phát triển và Công nghệ
- Ủy ban Giáo dục và Y tế
- Ủy ban Tài chính

### Viện Quốc dân
Ủy ban của Viện Quốc dân gồm:
- Ủy ban Phát triển bền vững và Quản trị tốt
- Ủy ban Quản lý lập pháp
- Ủy ban Văn bản pháp quy và Bảo đảm chính phủ
- Ủy ban Lợi ích quốc gia và Phối hợp

### Ủy ban liên hợp
- Ủy ban liên hợp về điều trần
- Ủy ban liên hợp về Giám sát và Đánh giá việc thực hiện các nguyên tắc chỉ đạo, chính sách và trách nhiệm của nhà nước

## Nữ nghị sĩ
Hiến pháp Nepal quy định phụ nữ được dành 33% trong biên chế nhà nước, bao gồm cả Quốc hội Liên bang. Ngày 16 tháng 3 năm 2018, Shiva Maya Tumbahamphe được bầu làm phó chủ tịch Viện Dân biểu. Số lượng nữ nghị sĩ Quốc hội Liên bang đã tăng lên kể từ khi Quốc hội lập hiến bảo đảm quyền đại diện của phụ nữ trong hiến pháp.

## Trụ sở
Trụ sở hiện tại của Quốc hội Liên bang là Trung tâm Hội nghị Quốc tế ở New Baneshwor, Kathmandu. Trụ sở mới của Quốc hội Liên bang đang được xây dựng tại quần thể Cung điện Sư tử, là trụ sở của Chính phủ Nepal.